# Seydina Oumar Sy
Pour les articles homonymes, voir Sy.
Seydina Oumar Sy, né le 10 octobre 1937 à Kayes, est un diplomate et un homme politique sénégalais, ministre du Commerce de 1988 à 1990, puis ministre des Affaires étrangères de mars 1990 à avril 1991.

## Biographie
Seydina Oumar Sy travaille 5 années au secrétariat permanent de la Sénégambie, puis, avec le soutien de Babacar Ba, il est nommé ambassadeur du Sénégal auprès de la Communauté économique européenne,.
Seydina Oumar Sy est ministre du Commerce de 1988 à 1990, puis, succédant au Professeur Ibrahima Fall, il devient ministre des Affaires étrangères de mars 1990 à avril 1991, lorsque Djibo Leyti Kâ lui succède à son tour. D'avril 1995 à juillet 1999, S. Oumar Sy occupe le poste de président du conseil d’administration d'Amsa assurances Sénégal.
Il préside le Comité pour la participation et la mobilisation populaire en vue de la 11e session de l'Organisation de la conférence islamique qui s'est tenue à Dakar en mars 2008.
En août 2013, Seydina Oumar Sy affirme son soutien envers le bilan du président Abdoulaye Wade.
En juillet 2015, à la suite de l'incident du diplomate sénégalais tabassé en Tunisie, il encourage le gouvernement sénégalais à plus de dureté envers les autorités tunisiennes.

## Liste des mandats
- Ambassadeur du Sénégal auprès de la Communauté économique européenne
- 1988 - 1990 : Ministre du Commerce
- mars 1990 - avril 1991 : ministre des Affaires étrangères

## Prix et récompenses
- Grande Croix de l'Ordre national du Lion du Sénégal (2009)[5]